# Copelatus sordidipennis
Copelatus sordidipennis är en skalbaggsart som beskrevs av Régimbart 1895. Copelatus sordidipennis ingår i släktet Copelatus och familjen dykare. Inga underarter finns listade i Catalogue of Life.